# Traité de Saint-Germain-en-Laye (1635)
Pour les articles homonymes, voir Traité de Saint-Germain-en-Laye.
Le traité de Saint-Germain-en-Laye, signé les 26 et 27 octobre 1635 au cours de la guerre de Trente Ans (1618-1648), engage Louis XIII à fournir au duc Bernard de Saxe-Weimar commandant les armées protestantes d'Allemagne les moyens d'entretenir une armée de 18 000 hommes contre les Impériaux catholiques, ainsi que les droits et possessions des Habsbourg en Alsace à titre personnel (dont le grand bailliage de Haguenau duquel dépendent les dix villes impériales de la Décapole).